# EmuLab
EmuLab은 연구를 위한 네트워크 시스템을 개발, 디버그, 검증하기 위한 테스트베드이다. 에뮬랩이라는 명칭은 이를 구성하는 소프트웨어 시스템과 설비 모두를 뜻한다. 에뮬랩 시스템은 전 세계의 다양한 그룹에서 수백 개의 노드를 운영 및 사용하고 있지만, 유타 대학교의 전산학과 내 Flux 연구 그룹이 운영하는 것이 대표적이다. 에뮬랩은 특히 전산학 분야에서 네트워크와 분산 시스템을 연구하는 경우에 널리 사용되고 있고, 유사하게 같은 분야의 교육용으로도 유용히 사용된다. 에뮬랩은 그 정책에 따라서 사용 권한을 요청한 유저들에게 별도의 비용청구 없이 제공되는 공공재이다.
에뮬랩은 다음의 서비스를 제공하는 통합된 실험 환경을 제공하다.
- 에뮬레이션
  - 사용자가 정의한 네트워크의 토폴로지를 충실히 에뮬레이션하는 실험 환경을 제공한다.
- 라이브-인터넷 실험
  - 전 세계에서 인터넷을 에뮬랩을 사용하고 설정할 수 있는 환경을 제공한다.
- 802.11 Wireless
  - 에뮬랩은 802.11a/b/g의 실험을 위해 다양한 층에 배치된 노드들을 제공한다. 물론, 각 노드들은 사용자에 의해서 조작 및 접근이 가능하다.
- 소프트웨어 정의 라디오
  - GNU Radio 프로젝트의 USRP devices를 통해서 사용자에게 무선 네트워크의 물리 계층 조작이 가능하다.
- 센서 네트워크
  - 25 Mica2를 포함하는 센서 네트워크 테스트베드의 조작과 디버깅을 제공한다.
- 시뮬레이션
  - NS2의 에뮬레이션 장비들을 사용해서 시뮬레이션 된 네트워크와 리얼 네트워크의 접점을 제공한다.